# Metromenus aequalis
Metromenus aequalis är en skalbaggsart som beskrevs av Sharp 1903. Metromenus aequalis ingår i släktet Metromenus och familjen jordlöpare. Inga underarter finns listade i Catalogue of Life.